# The Globalist
The Globalist ist ein US-amerikanisches Onlinemagazin, das sich mit den Aspekten Wirtschaft, Politik und Kultur in einer globalisierten Welt befasst.

## Geschichte
Sie hat ihren Sitz in Washington, D.C. und hat am 3. Januar 2000 ihre Erstausgabe herausgegeben. The Globalist wurde von Stephan-Götz Richter (international als Stephan Richter unterwegs) gegründet, der auch ihr Herausgeber und Chefredakteur ist. The Globalist hat auch deutsch- und französischsprachige Ausgaben.